# محمد عبد الرحمن (رامي)
محمد عبد الرحمن هو رامي بحريني. تنافس في دورة الألعاب الأولمبية الصيفية 1984 في لوس أنجلوس بالولايات المتحدة.

## روابط خارجية
- محمد عبد الرحمن على موقع أوليمبيديا (الإنجليزية)